# Po
 Der er for få eller ingen kildehenvisninger i denne artikel, hvilket er et problem. Du kan hjælpe ved at angive troværdige kilder til de påstande, som fremføres i artiklen.

Po er en norditaliensk flod. Den udspringer i de italienske Vestalper og udmunder i Adriaterhavet nær ved Venedig. Den er Italiens længste flod med en længde på 652 km og et afvandingsområde på 75.000 km².
På størstedelen af sit forløb strømmer Po gennem den såkaldte Poslette (Val Padana eller Pianura Padana), der desuden er landets vigtigste industriområde.
Po har et meget stort delta, hvis areal hele tiden bliver større. De fem vigtigste udmundingskanaler er: Po di Maestra, Po della Pila, Po delle Tolle, Po di Gnocca og Po di Goro.

## Bifloder
Po har 141 bifloder. Nogle af de væsentligste ses nedenfor, med (H) for de, der løber til fra højre og (V) for de der løber til fra venstre (set i retning ned ad strømmen):
- Pellice (V)
- Varaita (H)
- Maira (H)
- Dora Riparia (V)
- Stura di Lanzo (V)
- Orco (V)
- Dora Baltea (V)
- Sesia (V)
- Tanaro (H)
- Scrivia (H)
- Agogna (V)
- Ticino (V)
- Versa (H)
- Lambro (V)
- Trebbia (H)
- Nure (H)
- Adda (V)
- Arda (H)
- Taro (H)
- Parma (H)
- Enza (H)
- Oglio (V)
- Mincio (V)
- Secchia (H)
- Panaro (H)

Floden Reno (H) var engang biflod til Po, men i midten af det 18. århundrede blev dens løb omlagt for at formindske risikoen for oversvømmelser på Posletten.